# Tylopilus
Tylopilus er en slægt af svampe. Den eneste art af denne slægt, som forekommer i Europa, er Galderørhat (Se billedet)
Karakteristika:
| Kendetegn              | Galderørhat (Tylopilus felleus)                              |
| ---------------------- | ------------------------------------------------------------ |
| Hat                    | 5-15 cm, grågul eller lysebrun                               |
| Rør                    | hvide/grålige                                                |
| Stok                   | farve som hatten, med kraftigt aftegnet brunt eller sort net |
| Kød                    | hvidt med stærk bitter smag                                  |
| Findested              | I nåleskov                                                   |
| Tidspunkt og forekomst | 08-10, almindelig                                            |
| Kulinarisk værdi       | Meget bitter, uspiselig                                      |